# Jon Avnet
Jon Avnet, właściwie Jonathan Michael Avnet (ur. 17 listopada 1949 w Nowym Jorku) – amerykański reżyser, scenarzysta i producent filmowy.
Od 1975 jest żonaty z artystką Barbarą Brody, para ma trójkę dzieci: Alexandrę Avnet Costantino, Jacoba i Lily. Jest Żydem.

## Wybrana filmografia (jako reżyser)
- Dwie kobiety (1986)
- Smażone zielone pomidory (1991)
- Wojna (1994)
- Namiętności (1996)
- Fatalna namiętność (1997)
- Powstanie (2001)
- 88 minut (2007)
- Zawodowcy (2008)